# Salgado Filho
Salgado Filho (Pronunciación portuguesa: [sawg'adu f'iLu], ‘Joaquim Pedro Salgado Filho’, político brasileño) es un barrio del distrito de Sede, en el municipio de Santa Maria, en el estado brasileño de Río Grande del Sur. Está situado en el norte de Santa Maria.

## Villas
El barrio contiene las siguientes villas: Salgado Filho, Vila Brasília, Vila Kennedy, Vila Norte, Vila Nossa Senhora do Trabalho, Vila Salgado Filho.
| Noroeste: Chácara das Flores Caturrita | Norte: Chácara das Flores          | Nordeste: Chácara das Flores                               |
| Oeste: Caturrita                       |                                    | Este: Chácara das Flores Nossa Senhora do Perpétuo Socorro |
| Suroeste: Caturrita Divina Providência | Sur: Divina Providência / Carolina | Sureste: Nossa Senhora do Perpétuo Socorro Carolina        |